# Càrops el jove
Càrops el jove (en llatí Charops, en grec antic Χάροψ "Khárops"), fou net del cabdill epirota Càrops el vell. Es va educar a Roma i quan va tornar al seu país va ser defensor de la causa romana. Però a diferència del seu avi, a qui Polibi anomena καλὸς κἀγαθὸς (honest i bo), va ser un intrigant cruel.
Les calúmnies de Càrops van empènyer a Antinous i Cèfal Molós a abraçar la causa de Perseu de Macedònia contra Roma. També va ser un dels que es va reunir amb diversos estats de Grècia i amb el procònsol Luci Emili Paulus Macedònic a Amfípolis l'any 167 aC per a felicitar al romà per a la seva victòria a la batalla de Pidna, l'any anterior, i allí va aprofitar per desfer-se dels seus enemics denunciant-los com a oposats a la política romana i amics de Macedònia. Va aconseguir que fossin detinguts i enviats a Roma.
Càrops va obtenir llavors un gran poder i va assolir la tirania l'any 165 aC, d'una manera tan cruel i abusant del poder que si li havia donat que Polibi el descriu com un monstre de crueltat. Va aprofitar també per a obtenir immenses riqueses. En les seves accions bàrbares i en la seva rapacitat el va ajudar la seva mare Filota.
Denunciat al senat romà se li va obrir un procés que el va fer anar a Roma. El senat va comprovar les acusacions i Càrops va rebre una resposta desfavorable i amenaçadora. Els principals dirigents romans i entre ells Emili Paul·le es van negar a rebre'l a casa seva. Quan va arribar a l'Epir va falsificar la sentència del senat, però l'any 159 aC va ser deposat. Va morir el 157 aC a Brundusium.